# Wallsend Slipway & Engineering Company
Wallsend Slipway & Engineering Company Ltd était autrefois une société indépendante, située sur la rivière Tyne à Point Pleasant, près de Wallsend, Tyne and Wear. Elle était à environ un mile en aval du chantier naval Swan Hunter, avec lequel elle a ensuite fusionné.

## Historique

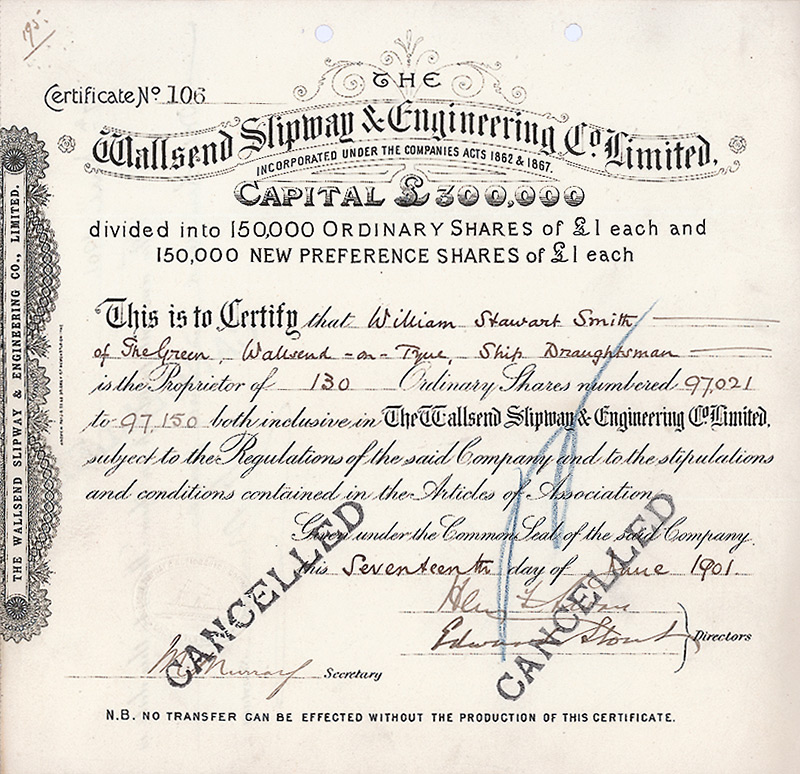
Action de la Wallsend Slipway & Engineering Company Ltd à partir du 17 juin 1901

La compagnie a été créée par Charles Mitchell, un constructeur naval, en novembre 1871 sous le nom de The Wallsend Slipway Co. dans le but de réparer les navires de divers armateurs avec lesquels il avait récemment établi une relation d’affaires. L’un des premiers navires réparés fut le Earl Percy, accueilli en 1873.
En 1874, Willam Boyd a été nommé directeur général et c’est Boyd qui a introduit dans l’entreprise la construction de moteurs marins, ce qui est devenu au cours de la décennie suivante son activité la plus importante. Cela a amené l’ajout du mot « Engineering » dans le nom de la société, qui est ensuite devenue « The Wallsend Slipway and Engineering Co Ltd ». 
En 1903, Swan Hunter prit une participation majoritaire dans la compagnie. La société fabriquait sous licence des turbines Parsons pour des navires, dont le célèbre RMS Mauretania et de nombreux navires de guerre britanniques.
En 1977, l’entreprise a été nationalisée et est devenue une partie de British Shipbuilders. Le site est ensuite passé à Amec Foster Wheeler qui l’a exploité dans le cadre d’une installation offshore connue sous le nom de Hadrian Yard. Il a réalisé la construction préfabriquée du Gateshead Millennium Bridge, achevée en 2001, et a également procédé à l’aménagement de l'unité flottante de production, de stockage et de déchargement du gisement de Bonga en 2003.
Amec a mis le chantier en veilleuse en 2004. Il a été annoncé en avril 2008 que le site devait être vendu, puis en novembre 2008 le site a été acquis par Shepherd Offshore.
En mars 2009, SLP, une entreprise d’ingénierie basée dans le Suffolk, a annoncé qu’elle louerait une partie du chantier à Shepherd Offshore pour construire des plates-formes offshore de production de gaz naturel pour la mer du Nord.